# Эйконал
Эйконал (от др.-греч. εικων — изображение) — функция, определяющая оптическую длину пути луча света между двумя произвольными точками, принадлежащими пространству объектов и пространству изображений. Выбор параметров определяет вид эйконала — точечный эйконал Гамильтона (гамильтонова характеристическая функция от координат обеих точек), угловой эйконал Брунса (функция угловых коэффициентов {\displaystyle \mu }, {\displaystyle \nu } луча обеих точек) и т. д. Используется в электронной и ионной оптике.